# Serafino Malpizzi
Serafino Malpizzi (Mantova, 1553 – 1623) è stato un pittore e incisore italiano, attivo alla fine del Cinquecento.

## Opere
- Pala d'altare con la Madonna, il Bambino, San Domenico e la beata Osanna Andreasi, 1593, Mantova, Chiesa di Sant'Egidio[1]
- Vergine e Santi, Mantova, Duomo[2]